# Valdelancourt
Ne doit pas être confondu avec Vadelaincourt.
Valdelancourt est une ancienne commune française du département de la Haute-Marne en région Grand Est. Elle est associée à la commune d'Autreville-sur-la-Renne depuis 1972. La commune se situe dans l'ancienne région de Champagne-Ardenne

## Géographie
Valdelancourt est une commune rurale situé à l'ouest du département de la Haute-Marne, dans la vallée de la Renne. Les grandes villes les plus proches sont Châteauvillain et Chaumont (la préfecture) à environ 10 km à vol d'oiseau.

### Localisation
Valdelancourt se situe à environ 10 km de Chaumont, 10 km de Châteauvillain et 35 km de Langres.
|        | Autreville-sur-la-Renne |                       |
|        | Valdelancourt           | Buxières-lès-Villiers |
| Bricon |                         |                       |

Communes les plus proches à vol d'oiseau:
- Autreville-sur-la-Renne; 2,3 km
- Buxières-lès-Villiers; 2,6 km
- Bricon; 3 km
- Montsaon; 3,5 km
- Euffigneix; 4,3 km

### Géologie et Relief
Valdelancourt se situe au "bout" d'une colline, dans la vallée creusée par la Renne.

### Hydrographie
La Renne passe au sud du village.

### Paysage
Le paysage autour de Valdelancourt se compose de collines boisées en leur sommet. De larges vals sont creusés entre ces collines, et sont propices au développement des champs et de l'élevage. Au sud du village, la Renne creuse une large vallée qui remonte au nord de façon relativement linéaire jusqu'à Montheries avant de rejoindre la vallée du Brozé.

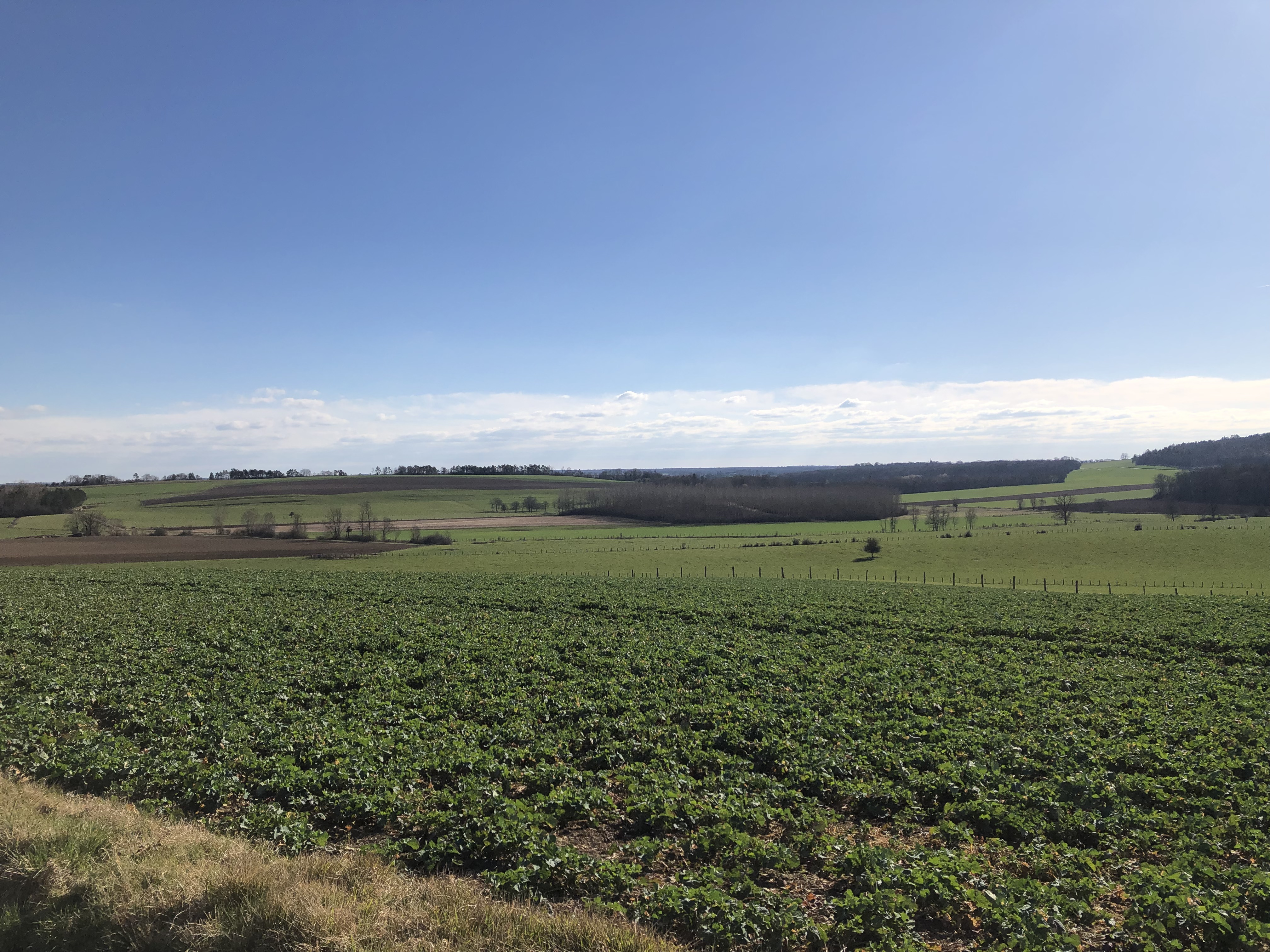
La vallée de la Renne à Valdelancourt

## Urbanisme

### Voie de communication et transport
Le village est traversé par la route départementale n°101 (D101). Celle-ci permet de remonter la vallée de la Renne au nord vers Montheries ou au sud vers la route départementale n°65 (D65) ou, en continuant, vers Montsaon puis Semoutiers.
Le village est sans doute desservit par un service départemental de bus (on peut remarquer la présence d'un panneau indiquant un arrêt de bus en face de la mairie).

## Toponymie
Selon Ernest Nègre, le toponyme Valdelancourt est issu du nom de personne germanique Wamlelinus + cortem.

## Histoire
| Période                                  | Période | Identité              | Étiquette | Qualité |
| ---------------------------------------- | ------- | --------------------- | --------- | --- |
| 1162                                     | ?       | Acelin I              |           | dit "prêtre de Valdelancourt                                                                                                 |
| 1172                                     | ?       | Martin                |           | |
| 1176                                     | 1177    | Acelin II             |           | |
| ?                                        | ?       | Michel Clément        |           | Ex-curé à Villars-Montroys (1560) puis curé à Colmier-le-Haut                                                                |
| 1560                                     | ?       | Jean Petit            |           | Vicaire à Valdelancourt |
| 1599                                     | 1633    | Joseph Maitre d'Hôtel |           | |
| 1635                                     | 1692    | Claude Fauvé          |           | |
| 11692                                    | ?       | Claude Boisseau       |           | Evincé |
| 1693                                     | ?       | Jacques Bidault       |           | Du diocèse d'Autun. Il résigne                                                                                               |
| ?                                        | ?       | Claude Girardin       |           | Ex-vicaire de Poiseul. Puis curé de Lénizeul                                                                                 |
| 1693                                     | 1736    | Sébastien Huquenet    |           | Ex-curé de Lénizeul. Il résigne au suivant et meurt en 1738.                                                                 |
| 1736                                     | 1737    | Nicolas Huquenet      |           | Ex-vicaire de Saint-Aignan (probablement le quartier de Chaumont)                                                            |
| 1737                                     | 1781    | Etienne Abraham       |           | Ex-vicaire de Lavilleneuve-aux-Fresnes                                                                                       |
| 1781                                     | 1803    | Simon Edme Monnel     |           | né à Bricon en 1748. Ex-vicaire de Saint-Aignan. Député à la Constitution, puis à la Convention, puis curé à Villiers-le-Sec |
| ?                                        | ?       | Guillaume Stein       |           | Ex-capucin assermenté desservant en 1797. Curé de Cour-l'Évêque                                                              |
| 1803                                     | ?       | François Bordot       |           | Ex-chanoine de Châteauvillain                                                                                                |
| 1834                                     | 1836    | Beavirre              |           | |
| 1836                                     | 1837    | Flocard               |           | Curé d'Autreville par intérim                                                                                                |
| 1837                                     | 1843    | Morez                 |           | Curé d'Autreville par intérim                                                                                                |
| 1843                                     | 1848    | André                 |           | Curé d'Autreville par intérim                                                                                                |
| 1848                                     | 1858    | Hubert                |           | Curé d'Autreville par intérim                                                                                                |
| 1858                                     | 1860    | Didier                |           | Curé de Buxières et de Valdelancourt                                                                                         |
| 1860                                     | 1864    | Colombel              |           | Curé de Buxières et de Valdelancourt                                                                                         |
| 1864                                     | 1869    | Nicolas               |           | Curé de Buxières et de Valdelancourt                                                                                         |
| 1869                                     | 1876    | Marot                 |           | Curé de Buxières et de Valdelancourt                                                                                         |
| 1876                                     | 1898    | Dodin                 |           | Curé de Montsaon et de Valdelancourt                                                                                         |
| 1898                                     | 1900    | Girardin              |           | Curé d'Autreville par intérim                                                                                                |
| 1900                                     | 1906    | Joly                  |           | Curé d'Autreville par intérim                                                                                                |
| 1906                                     | 1949    | Tavarre               |           | Curé d'Autreville et de Valdelancourt                                                                                        |
| 1949                                     | 1949    | Martin                |           | Par intérim |
| 1949                                     | 1956    | Van Gend              |           | Curé d'Autreville et de Valdelancourt                                                                                        |
| 1956                                     | 1966    | Corroy                |           | Curé de Villiers le Sec et de Valdelancourt                                                                                  |
| 1966                                     | 1973    | Royer                 |           | Curé de Villiers le Sec et de Valdelancourt                                                                                  |
| 1973                                     | 1982    | Leclerc               |           | Curé de Villiers le Sec et de Valdelancourt                                                                                  |
| 1982                                     | 1987    | Bellamy               |           | Curé de Villiers le Sec et de Valdelancourt                                                                                  |
| 1987                                     | -       | Lambert               |           | Curé de Colombey les Deux Églises et de Valdelancourt                                                                        |
| Les données manquantes sont à compléter. |         |                       |           | |

Il existait un hameau appelé "Véruz". Celui-ci dépendait du prieuré de Sexfontaines et avait une chapelle. EN 1209, l'Abbé de Saint Bénigne de Dijon, du consentement du prieur donna le hameau avec Outremont  à Colombe, dame de Sexfontaines, pour "en jouir sa vie durant". Le hameau a probablement été détruit au XIVe siècle.
En 1789, ce village dépend de la province de Champagne dans le bailliage et la prévôté de Chaumont.
Le 1er juin 1972, la commune de Valdelancourt est rattachée à celle d'Autreville-sur-la-Renne sous le régime de la fusion-association.

## Politique et administration
| Période                                  | Période | Identité       | Étiquette | Qualité |
| ---------------------------------------- | ------- | -------------- | --------- | ------- |
|                                          |         | Laurent Naulot |           |         |
| Les données manquantes sont à compléter. |         |                |           |         |

### Elections
Voici les résultats de l'élection présidentielle de 2022 à Autreville-sur-la-Renne:
| Candidat                    | % des voix | Voix |
| --------------------------- | ---------- | ---- |
| Emmanuel Macron (LREM)      | 23,72%     | 60   |
| Marine Le Pen (RN)          | 33,99%     | 86   |
| Jean-Luc Mélenchon (LFI)    | 8,70%      | 22   |
| Valérie Pécresse (LR)       | 10,67%     | 27   |
| Éric Zemmour (REC)          | 12,25%     | 31   |
| Yannick Jadot (EELV)        | 0,79%      | 2    |
| Jean Lassalle (RES)         | 3,95%      | 10   |
| Philippe Poutou (NPA)       | 0,79%      | 2    |
| Nathalie Arthaud (LO)       | 0,40%      | 1    |
| Anne Hidalgo (PS)           | 1,98%      | 5    |
| Fabien Roussel (PCF)        | 0,79%      | 2    |
| Nicolas Dupont-Aignan (DLF) | 1,98%      | 5    |

| Candidat               | % des voix | Voix |
| ---------------------- | ---------- | ---- |
| Emmanuel Macron (LREM) | 41,00%     | 107  |
| Marine Le Pen (RN)     | 59,00%     | 154  |

## Démographie
| 1866 | 1872 | 1876 | 1881 | 1886 | 1891 | 1896 | 1901 | 1906 |
| ---- | ---- | ---- | ---- | ---- | ---- | ---- | ---- | ---- |
| 146  | 147  | 129  | 132  | 125  | 135  | 114  | 100  | 96   |

| 1911 | 1921 | 1926 | 1931 | 1936 | 1946 | 1954 | 1962 | 1968 |
| ---- | ---- | ---- | ---- | ---- | ---- | ---- | ---- | ---- |
| 89   | 54   | 67   | 87   | 66   | 54   | 97   | 58   | 53   |

## Culture locale et patrimoine

### Lieux et monuments
- Église Saint-Barthélemy, chœur et portail occidental du XVIe siècle, tour-porche du XVIIIe siècle ou XIXe siècle
- un Calvaire (en direction d'Autreville)

## Photos du village

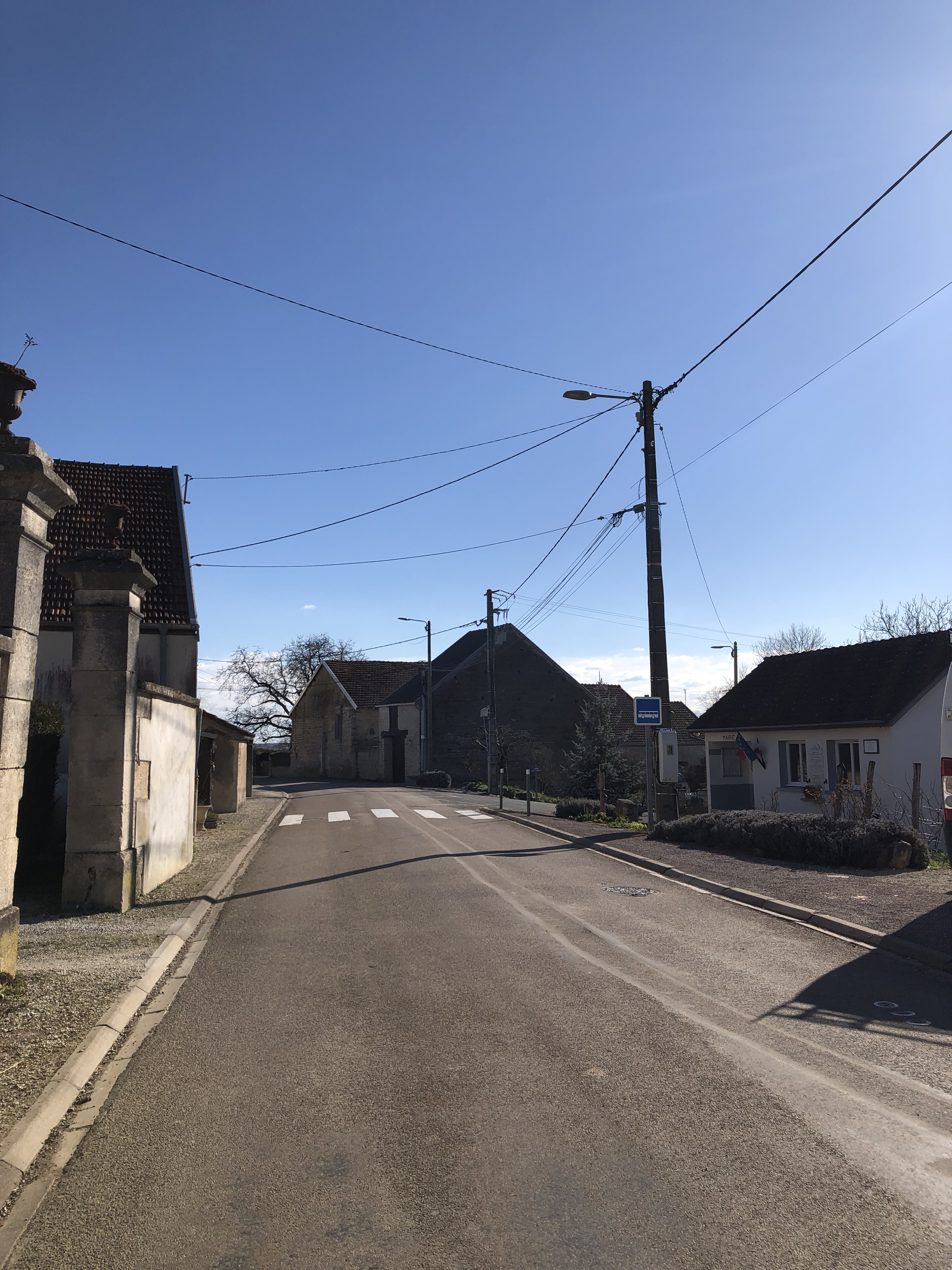
La Grand'Rue de Valdelancourt
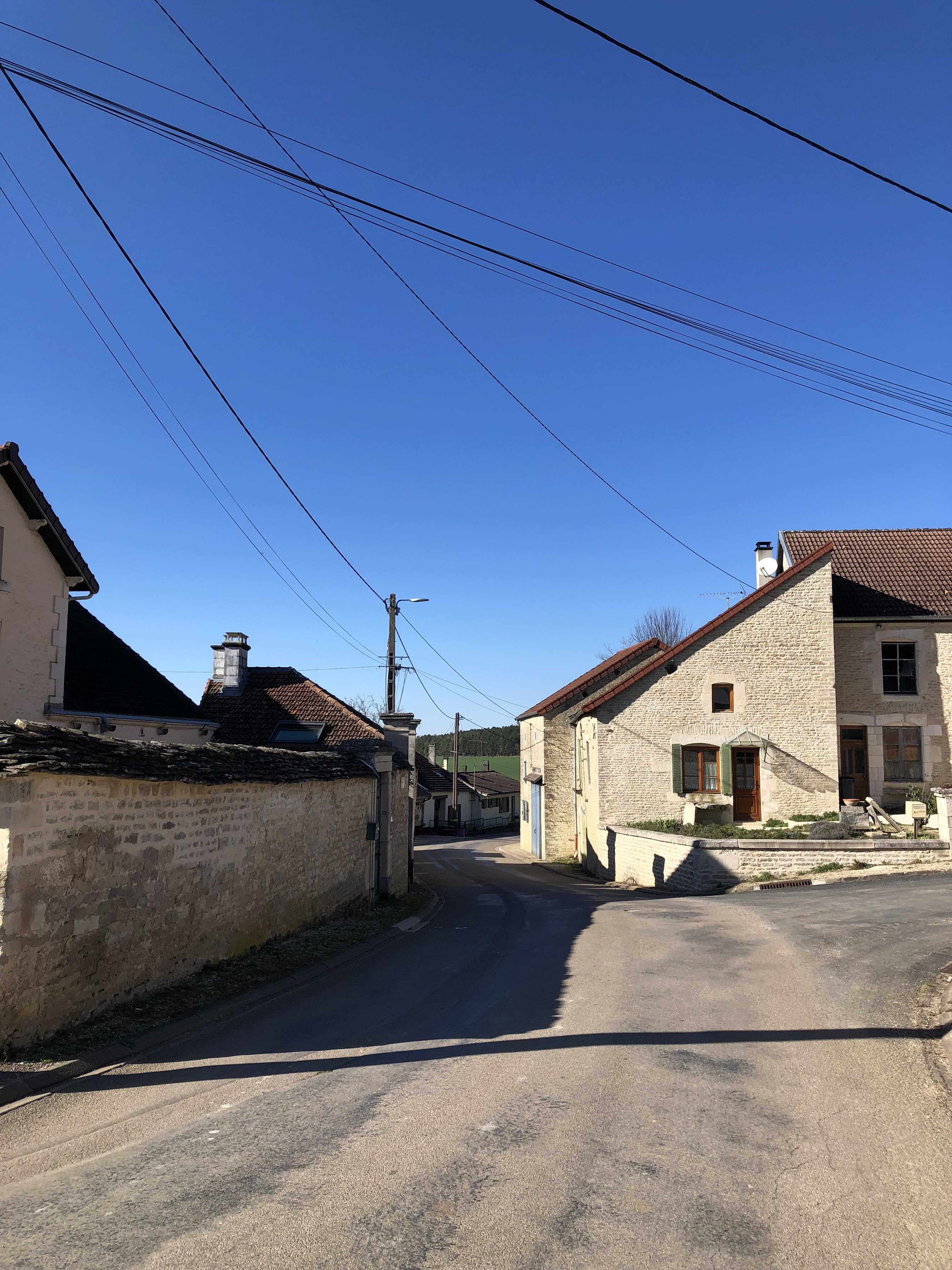
La Grand'Rue de Valdelancourt
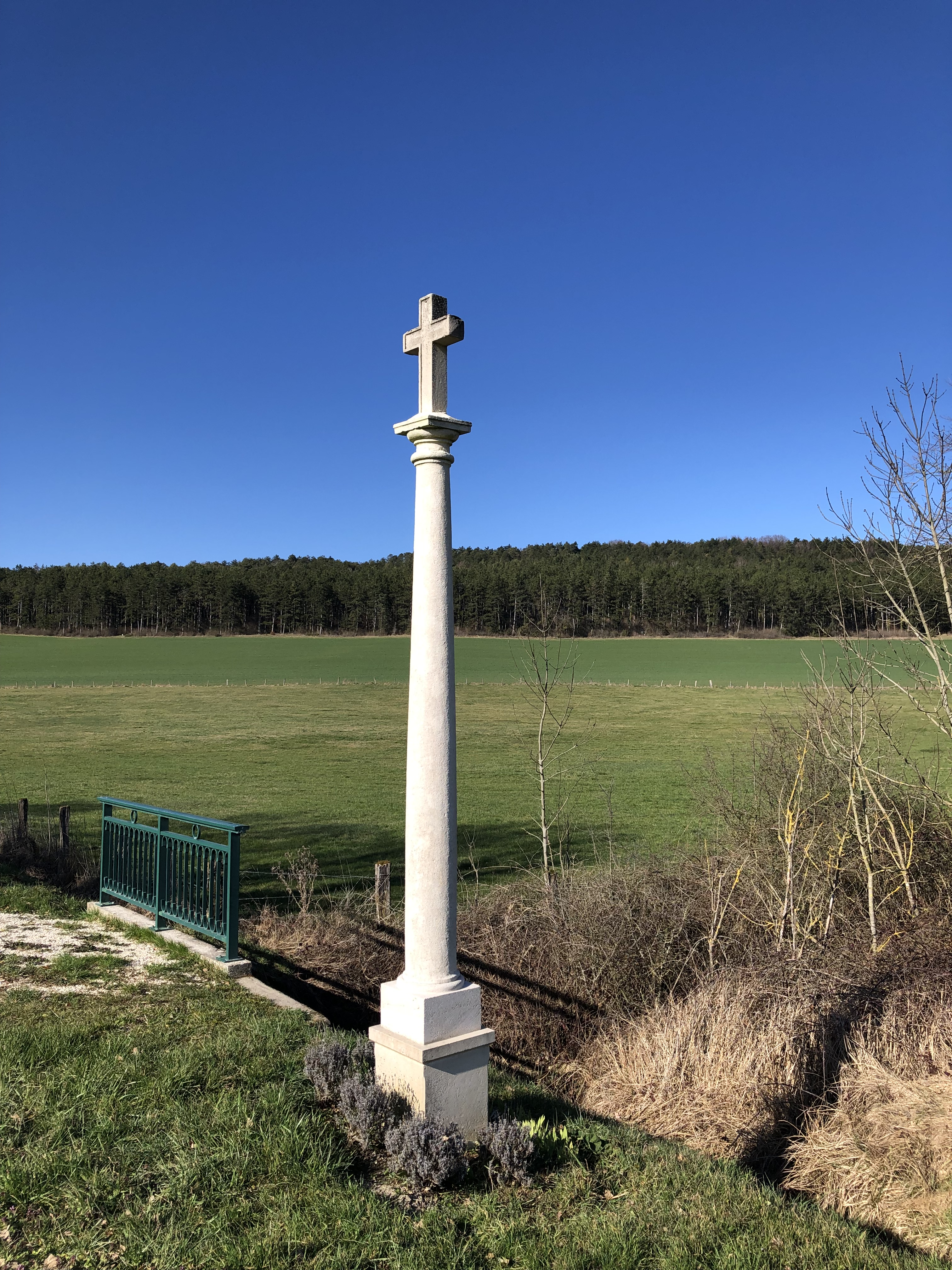
Le Calvaire de Valdelancourt
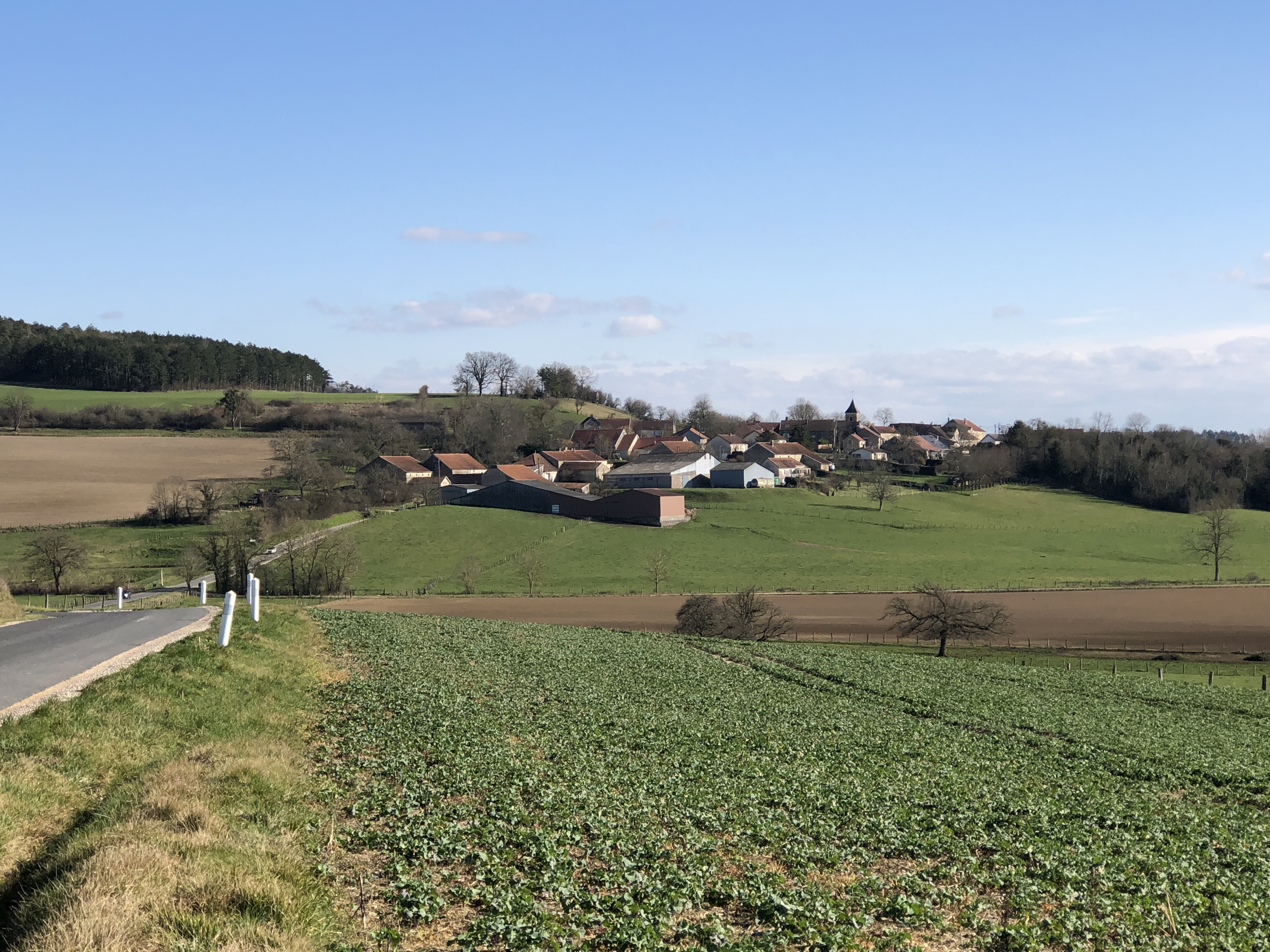
Vue générale de Valdelancourt